# Воин Рэдволла
«Воин Рэдволла» (англ. Redwall) — первая книга серии «Рэдволл» английского писателя Брайана Джейкса. Была впервые опубликована в 1986 году в Великобритании. В России книга была впервые опубликована в 1997 году издательством Азбука-Терра в переводе Александра Александрова. Книги сериала «Рэдволл» снискали своему автору, Брайану Джейксу, славу одного из лучших детских писателей мира.

## Сюжет
Действие книги, как и её продолжений, развивается в средневековом мире, заселенном разумными животными — мышами, белками, кротами и т. п. В центре сюжета — осада мышиного аббатства Рэдволл армией крыс, возглавляемой харизматичным лидером — корабельной одноглазой крысой Клуни Хлыстом. Юный мышь-послушник Матиас, услышав древнюю легенду об основателе аббатства, Мартине Воителе, пытается добыть легендарный меч Мартина, чтобы дать отпор врагам с помощью этого полусказочного оружия. В поисках меча он разгадывает множество загадок, которые, в итоге, приводят его на чердак аббатства, где обитают воробьи. Чуть не погибнув, он продолжает свои поиски, и для этого ему приходится идти в дальний путь, чтобы выкрасть меч у гигантского змея Асмодеуса. Ему помогают престарелый летописец аббатства Мафусаил, заяц Бэзил, мышка Василика и другие друзья.

## Издания в России
- Джейкс Б. Рэдволл / Пер. с английского А. Александрова. — СПб. Азбука — Кн. клуб «Терра», 1997. — 377 с. ISBN 5-7684-0295-0

Аннотация: отсутствует.
- Джейкс Б. Воин Рэдволла / Пер. с английского А. Александрова. — СПб.: Азбука-классика, 2002. — 368 с. ISBN 5-352-00205-5

Аннотация: Если к стенам города подступают враги и разрушение грозит твоему уютному и светлому дому, если все вокруг дрожат от страха и некому защитить твоих друзей — не бойся, остановись, загляни в себя. Может быть, ты и есть тот герой, который должен всех спасти? Пусть ты невелик ростом и не очень силен… Помни: пока живут честь, дружба, доброта и отвага — каждый, кто сражается за правое дело, способен на подвиг, приносящий победу!
- Джейкс Б. Меч Рэдволла / Пер. с английского Н.Л. Конча, М.А. Мельниченко. - Москва.: Эксмо, 2014. - 508 с.

Аннотация: Послушник аббатства Рэдволл, мышонок по имени Маттиас, с детства мечтал стать великим воином. Но времена героев закончились, сражения давно ушли в прошлое. Край Цветущих Мхов наслаждается покоем и миром, его жители забыли, как держать в лапах оружие... Неудивительно, что предводитель крысиной армии Клуни Хлыст посчитал их легкой добычей. Бойтесь, жалкие лесные зверушки, сдавайтесь, мыши из аббатства! Непобедимый Клуни объявляет вам войну! И когда огромное войско подступило к древним красным стенам, Маттиас понял, что просто обязан осуществить свою мечту. Он должен найти легендарный меч Мартина-воителя и защитить аббатства - или Рэдволл падёт!

## На других языках
- На английском — Redwall
- На французском — Rougemuraille: Cluny le fléau
  - Tome 1 : Le Seigneur de la guerre
  - Tome 2 : L'Épée légendaire
  - Tome 3 : La Vipère géante
- На немецком — Redwall: Der Sturm auf die Abtei
  - Die Mauer
  - Die Suche
  - Der Krieger
- На нидерландском — De Roodburcht
  - De Aanval
  - De Zoektocht
  - De Krijger
- На итальянском — Redwall
- На шведском — Cluny Gisslaren
- На финском — Soturi Matiaksen Miekka
- На польском — Bitwa o Redwall
- На литовском — Raudonmüris